# Jampel Yeshe Gyeltshen

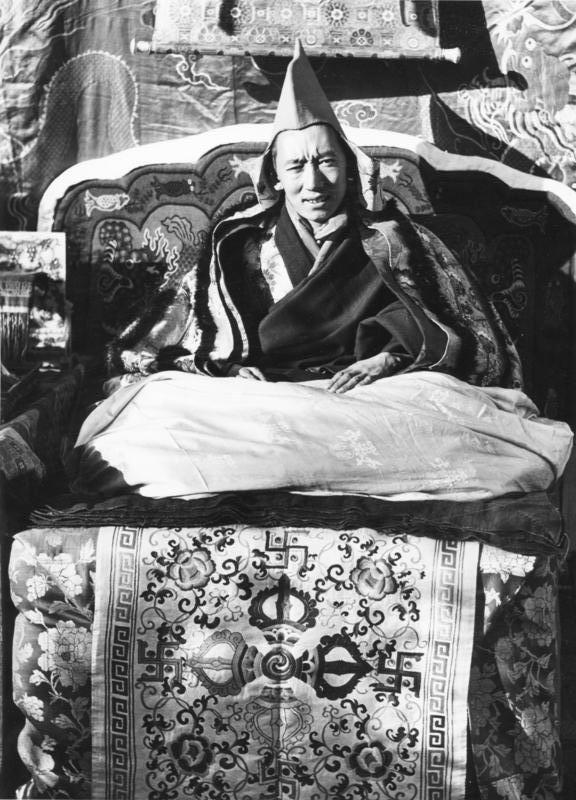
Radreng Rinpoche (1938)

Thubten Jampel Yeshe Tenpe Gyeltshen (tibetisch: thub bstan 'jam dpal ye shes bstan pa'i rgyal mtshan; geboren 1912/1919 in Dagpo; gestorben 1947 in Lhasa) war der 5. Radreng Rinpoche der Gelug-Schule des tibetischen Buddhismus und „Regent von Tibet“ (tibetisch: sde srid; „Desi“) zwischen 1934 und 1941.

## Leben
Jampel Yeshe Gyeltshen wurde vom 13. Dalai Lama als „Radreng Rinpoche“ anerkannt. Nach dem Tod des 13. Dalai Lama wurde er 1934 dessen Nachfolger als „Regent von Tibet“ und bekleidete dieses Amt bis 1941. Im Jahre 1935 war er maßgeblich an der Auffindung des 14. Dalai Lama beteiligt, später leitete er dessen Inthronisationsfeier. 1936/37 empfing der 5. Radreng Rinpoche Mitglieder der Gesandtschaft des britischen Political Officer Basil Gould (1883–1956) in Lhasa. 1937 empfing er Theos Casimir Bernard, einen der ersten westlichen Forscher des tibetischen Buddhismus. Des Weiteren ließ er zu dieser Zeit eine offizielle Vertretung der Kuomintang in Lhasa einrichten und besuchte das Kloster Samye. Die tibetische Regierung genehmigte trotz Bedenken aus Britisch-Indien die Deutsche Tibet-Expedition 1938/39.
Nachdem Jampel Yeshe Gyeltshen während seiner Amtszeit bereits zweimal darum gebeten hatte, das Amt des Regenten von Tibet niederlegen zu dürfen, tat er dies 1941. Sein Nachfolger wurde der 3. Tagdrag Trülku Ngawang Sungrab Thutob (1874–1952).
1944 kehrte der 5. Radreng Rinpoche nach einem Retreat im Kloster Radreng nach Lhasa zurück. Dort wurde er von Mitgliedern des „Kashag“ (Ministerrat) der damaligen tibetischen Regierung Ganden Phodrang der Korruption beschuldigt, außerdem habe er trotz seiner Mönchsgelübde ein Verhältnis mit seiner Schwägerin gehabt. Verteidiger des 5. Radreng Rinpoche argumentieren demgegenüber, dass die Anschuldigungen von Mitgliedern des Kashag auf Grund seines Interesses an den Lehren der Nyingmapa und aus politischen Gründen erhoben wurden. Die Geschehnisse in diesem Zusammenhang sind auch als „Radreng-Intrige“ (Reting Conspiracy) bekannt und haben beinahe zu einem Bürgerkrieg in Tibet geführt.
1947 wurde Jampel Yeshe Gyeltshen verhaftet. Noch im selben Jahr starb er nach Misshandlungen im Gefängnis unter dem Potala-Palast in Lhasa vermutlich an Gift. Das Kloster Radreng wurde von tibetischen Truppen geplündert.